# (73590) 1258 T-2
(73590) 1258 T-2 – planetoida z pasa głównego asteroid okrążająca Słońce w ciągu 3,7 lat w średniej odległości 2,39 j.a. Odkryta 29 września 1973 roku.